# 이상 (윤리학)

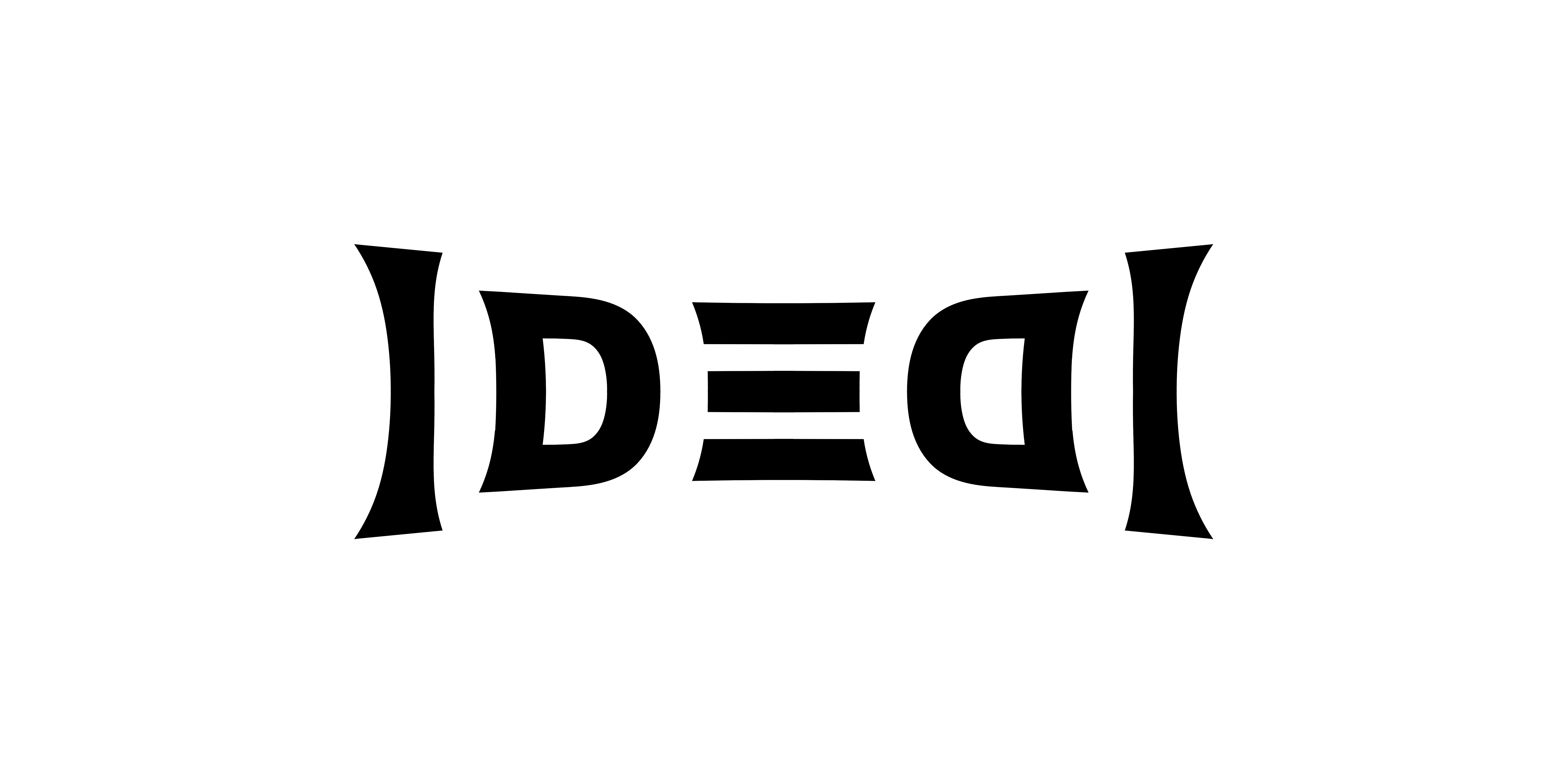

이상(理想, 문화어: 리상, 영어: Ideal)은 특정한 사상에 맞는 최고의 상태를 말한다. 현실과 반대되는 개념(이상 ⇔ 현실)이지만, 엄밀히 말해서 무조건적으로 현실에서 절대 이룰 수 없는 상태만을 의미하는 것은 아니다. 철학적으로 실현 가능한 상대적 이상과 도달 불가능한 이상으로 나뉜다.

## 같이 보기
- 사회 정의